# Românii din Voivodina

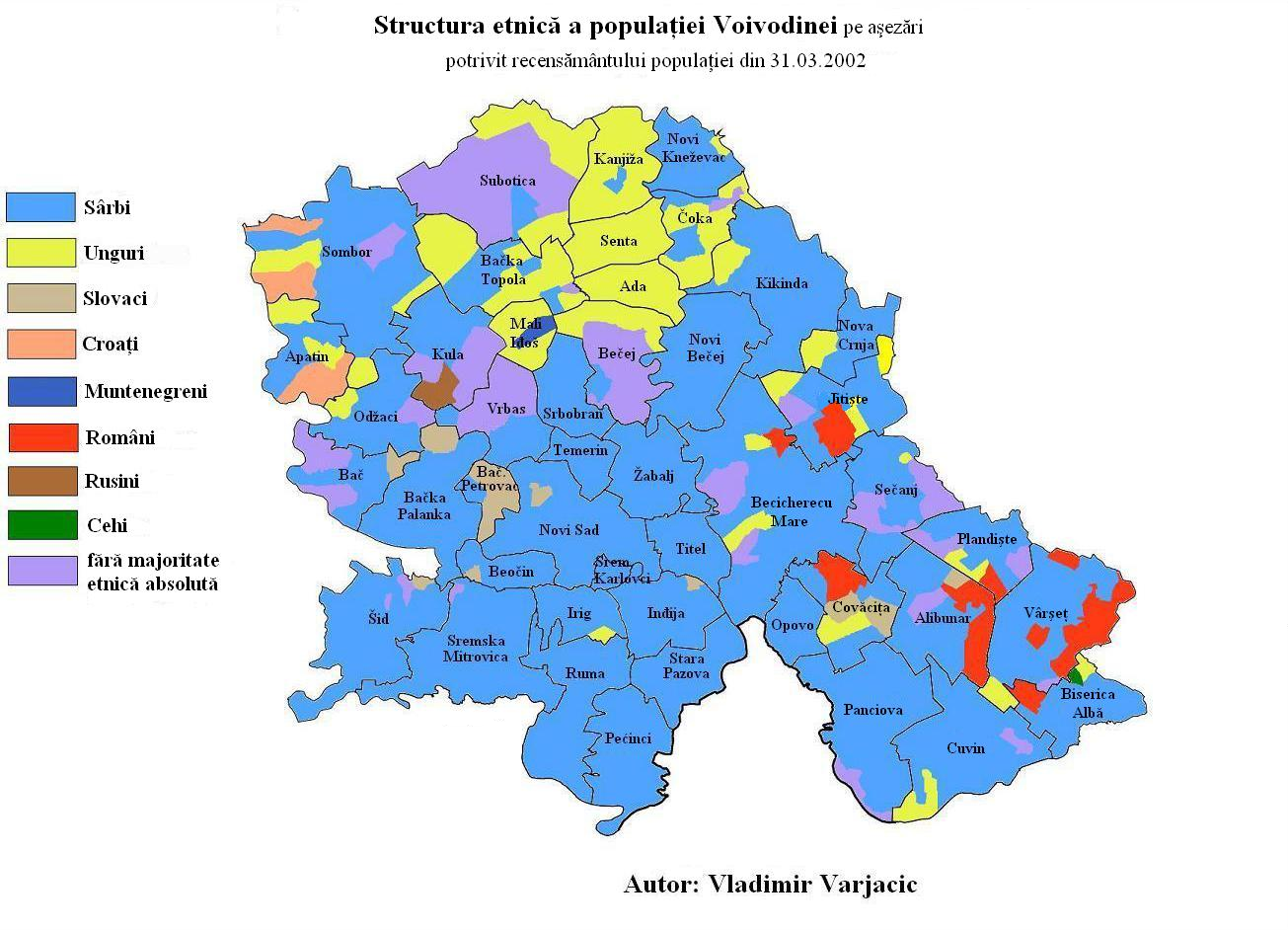
Hartă etnică a PA Voivodina, după datele culese la recensământul din 2002.

Românii din Voivodina sunt o parte a minorității de naționalitate română din Serbia. Ei trăiesc în 42 de localități din regiunea Voivodina, iar numărul lor atinge 25 410 de persoane, conform recensământului din 2011. Odată cu garantarea autonomiei în Voivodina, limba română a primit statut oficial împreună cu grafia latină, după cum se precizează în Statutul Provinciei Autonome Voivodina, Dispozițiile de Bază, articolul 6:
|  | În activitatea organelor Provinciei Autonome Voivodina în uz oficial cu limba sârbocroată și scrierea chirilică, iar scrierea latină, în modul stabilit de lege, sunt concomitent și limbile maghiară, slovacă, română și ruteană și scrierile lor și limbile și scrierile altor naționalități în modul stabilit de lege. | — Statutul P.A.V. |

Astfel, în majoritatea segmentelor societății, poate fi utilizată limba română.
O altă importantă comunitate românească din Serbia este cea a românilor timoceni. Românii de pe văile Moravei și a Timocului însă nu se bucură de aceleași drepturi care au fost acordate românilor din Voivodina.

## Istorie
După Primul Război Mondial, în urma Conferinței de pace de la Paris, Banatul istoric a fost împărțit între Regatul Sârbilor, Croaților și Slovenilor (RSCS) și România. În 1998, profesorul universitar dr. Gligor Popi  estima că în 1921 erau aproape 80 000 de români în Voivodina . Acest cercetător afirmă totodată că circa 50 000 de sârbi și croați au continuat sa trăiască în Banatul românesc după Conferința de Pace de la Paris.
Guvernele celor două țări s-au implicat în soluționarea litigiului inițial prin încheierea unor convenții și acorduri reciproce privind românii din RSCS și, respectiv, sârbii și croații din Regatul României. Cu toate că Tratatul de Pace de la Saint-Germain din 10 septembrie 1919 prevedea protectoratul internațional al minorităților din RSCS, aceste clauze nu au fost aplicate în mod constant, fiind înregistrate numeroase abuzuri.
| 1-5% 5-10% 10-15% | 15-25% 25-35% peste 35% |

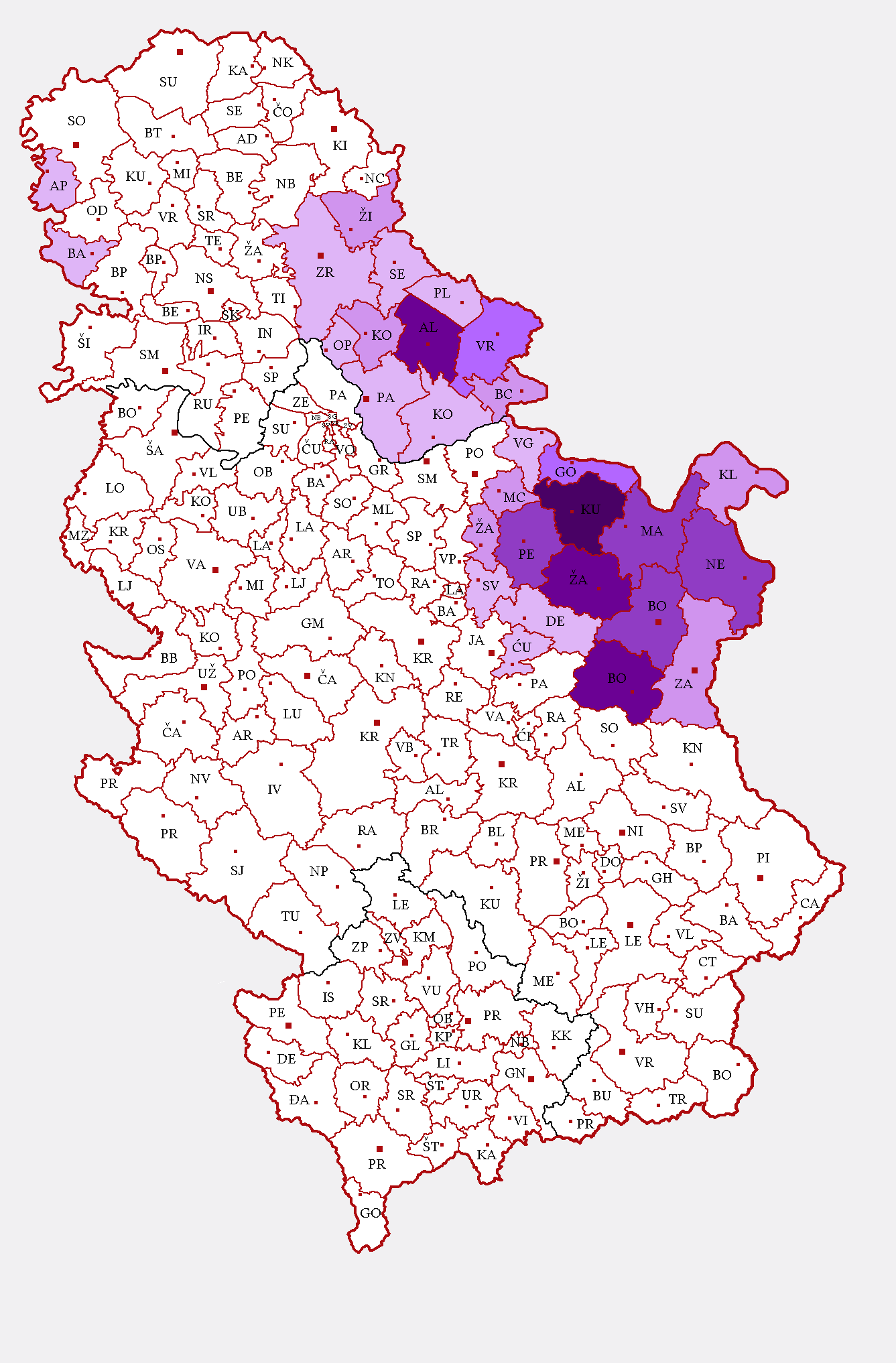
Limba română în Voivodina și Valea Timocului, recensământul din 2002

Datorită conjuncturii care s-a creat după Primul Război Mondial, mulți preoți, învățători, avocați, medici și funcționari (intelectualitatea), au părăsit Banatul sârbesc, împreună cu multe familii de țărani, pentru a se stabili în România. Consecință imediată a acestei emigrări a fost degradarea învățământului, în special cel primar: din cei 105 învățători care au funcționat înainte de primul război mondial, 72 au plecat în România. Totodată, școlile confesionale au devenit școli de stat, iar autoritățile centrale au trimis în satele românești învățători sârbi, bulgari și ruși, care nu cunoșteau limba română. Această situație a fost rezolvată abia în 1935, când în baza unei convenții, Ministerul Învățământului de la Belgrad a numit în școlile din satele cu populație majoritară românească învățători „contractuali”, chemați din România, urmând ca la sfârșitul anului să activeze în acest regim în total 47 de învățători.
Protopopul Traian Oprea, din Vârșeț a întocmit cele „24 de plângeri”", expuse public, în care arăta nedreptățile săvârșite față de membrii minorității române: aceștia nu beneficiau de efectele reformei agrare, nefiind împroprietăriți; studenții și elevii care studiau în România nu puteau obține pașapoarte; autoritățile nu aprobau statutele Asociației Culturale Române și ale Asociației Studenților, organizate în scopul dezvoltării intelectuale și spirituale; interdicția de  a folosi manualele școlare primite din România.
Pe 10 februarie 1923 a fost constituit Partidul Român la Alibunar, pentru apărarea drepturilor  naționale, sociale și culturale ale minorității române. Dr. Aurel Novac , fost deputat în Parlamentul de la Pesta înainte de război, a fost primul președinte al acestui partid.  În martie 1923, Ioan Jianu a fost ales primul deputat în Parlamentul de la Belgrad . În aceași lună a apărut la Panciova, ziarul Graiul românesc, organul de presă al Partidului Român. În noiembrie 1923, a fost constituită Asociatia Culturală Română din Regatul Sârbilor, Croaților și Slovenilor, cu având ca obiective propășirea națională și spirituală precum și păstrarea tradițiilor românești.
În perioada interbelică au apărut de asemeni în Voivodina publicațiile de limbă română Nădejdea (până în 1944) și Foaia poporului român (până în 1938), care era publicația Asociației Culturale Astra, înființată în 1899, închisă în 1914 și reînființată la 19 martie 1936. Asociația denumită după asociația similară din Transilvania a avut un rol semnificativ în dezvoltarea culturală a românilor din Voivodina. Programul Asociației Astra cuprindea:
|  | Promovarea culturii poporului român prin editarea publicațiilor literare, științifice și artistice, înființarea căminelor culturale, a bibliotecilor, a sălilor de lectură, respectiv de cetire, a societăților muzicale și de cântare, a corurilor și fanfarelor, muzeelor și altor colecții; decernarea de premii și acordarea de burse, organizarea de expoziții și prelegeri publice. |

Practic, Astra și-a sfârșit activitatea la începutul celui de-al Doilea Război Mondial. Ocupanții germani au încercat reluarea acestei publicații, care a dispărut în anii postbelici .
După al Doilea Război Mondial, Voivodina a avut de un nivel scăzut de autonomie în cadrul Serbiei. Constituția iugoslavă din 1974 a acordat provinciei dreptul de veto în parlamentele sârb și iugoslav în deciziile legate de afacerile sale interne. Constituția sârbă adoptată în același an, reitera faptul că „Republica Socialistă Serbia cuprinde Provincia Socialistă Autonomă Voivodina și Provincia Socialistă Autonomă Kosovo, care s-au format prin efortul comun al națiunilor și naționalităților din Iugoslavia în Războiul pentru Eliberare Națională (al Doilea Război Mondial) și revoluția socialistă”.
Constituțiile Federației Iugoslave, a Republicii Sârbe și, respectiv, a Provinciei Voivodina din 1974, recunoșteau românii ca o minoritate națională constituentă a statului, garantându-le ca atare drepturi colective, fapt care se manifesta și prin extinderea  dreptului privind uzul oficial al limbii române. De exemplu, articolul 10 al constituției Voivodinei prevedea că limba procedurilor judecătorești era aceea folosită de partea care deschidea acțiunea în justiție.
în septembrie 1990 președintele Slobodan Miloșevici a cauzat  pierderea multor drepturi autonome în Voivodina. Deși Voivodina era considerată în continuare o provincie autonomă a Serbiei, o mare parte din puterile sale autonome, inclusiv votul în președinția colectivă iugoslavă, a fost transferată puterii de la Belgrad. În orice caz,  Voivodina și-a păstrat  parlamentul și guvernul regional, precum și un număr de alte funcții autonome.
Căderea regimului Miloșevici în 2000 a creat un climat favorabil reformei în Voivodina. În urma discuțiilor dintre partidele politice, nivelul de autonomie a fost sporit prin intermediul legii Omnibus din 2002.

## Politica minoritară
Consiliul Național al Minorității Naționale Române din Serbia, o formă de realizare a autonomiei minoritare în domeniul culturii, învățământului, informării și a uzului oficial al limbii române, îi reprezintă pe toți românii din Serbia, indiferent de denumirile care li se atribuie (români, rumâni sau vlahi).
Reprezentanții principalelor partide, asociații și organizații ale românilor din Serbia (Comunitatea Românilor din Serbia din Voivodina, Partidul Democrat al Românilor din Serbia din Timoc, Alianța Românilor din Voivodina, Mișcarea Democratică a Românilor din Serbia din Timoc și Asociația pentru cultura vlahilor-românilor Ariadnae Filum) au semnat și emis la 10 mai 2004 Declarația de la Belgrad, prin care și-au exprimat dorința de a înființa un consiliu național comun pentru minoritatea română de la nord și sud de Dunăre.
Acesta și-a început activitatea ca reprezentant al românilor din Voivodina și Valea Timocului în septembrie 2005 (înlocuind vechiul consiliu care era format doar din reprezentanți ai românilor din Voivodina), și lucrează prin patru departamente (Departamentul pentru Informații, Departamentul pentru Învățământ, Departamentul pentru cultură și Departamentul pentru uzul oficial al limbii). Partidul politic al minorității românești din Voivodina este Alianța Românilor din Voivodina.

## Administrațiile centrale și locale
Potrivit unui raport al Consiliului Europei din iulie 2007, cunoscători ai limbii române în administrația executivă sârbă se regăsesc în cinci dintre cele 14 ministere și departamente. Vorbitori de limbă în română se găsesc în peste jumătate din organele provinciale ale executivului sârb. La momentul întocmirii raportului, la nivel local, cunoscători de limbă română angajați în autoguvernările municipale constituiau 33% în Alibunar, 11% în Kovăcița și Vârșeț, 5% în Cuvin, Zitiște și Zrenianin, iar în municipalitățile Biserica Albă, Panciova, Plandiște și Sombor aceștia reprezentau sub 5% din numărul total de angajați. Numărul total al angajaților vorbitori de română în autoguvernările municipale se ridica la 91.

## Relații externe
Pe 18 februarie 2005, ministrul afacerilor externe al României de la acea dată, Mihai-Răzvan Ungureanu și omologul său din Uniunea Statală Serbia și Muntenegru (dizolvată ulterior în două state separate, Serbia și Muntenegru), Vuk Draskovici, au inaugurat Consulatul General al României de la Vârșeț. Din 21 august 2006, consul general al României la Vârșeț este Gabriel Nicola.

## Demografie

Harta etnică a Banatului sârbesc (1930)

Conform recensământului din 2011, în Voivodina locuiesc 25 410 de români. Numărul total al cetățenilor sârbi care s-au declarat români pe întreg teritoriul Serbiei în 2011 a fost de 29 332 iar al celor care s-au declarat vlahi, de 35 330.
Conform recensământului din 2002, în Voivodina locuiau 34 576 de români concentrați în 42 de localități, reprezentând 1,50 % din populație. Localitățile cu cele mai mari comunități românești sunt Alibunar, Vârșeț, Panciova, Becicherecul Mare, Covăcița, Jitiște, Cuvin, Apatin, Biserica Albă, Plandiște și Novi Sad.
Potrivit aceleiași surse, 29 512 de cetățeni au declarat limba română ca limbă maternă (1,45 %). Astfel, limba română este a patra limbă în funcție de numărul de vorbitori, după sârbă, maghiară și slovacă.
Din punct de vedere demografic, populația română din Voivodina a variat la diferitele recensăminte desfășurate din 1880 până în prezent, după cum urmează:
| 1880: 5,9 % \|\|\|\|\|\|\|\|\|\|\|\|\|\|\|\|\|\|\|\|\|\|\|\| 1890: 5,5 % \|\|\|\|\|\|\|\|\|\|\|\|\|\|\|\|\|\|\|\|\|\| 1900: 5,2 % \|\|\|\|\|\|\|\|\|\|\|\|\|\|\|\|\|\|\|\| 1910: 5 % \|\|\|\|\|\|\|\|\|\|\|\|\|\|\|\|\|\|\|\| 1921: 4,3 % \|\|\|\|\|\|\|\|\|\|\|\|\|\|\|\| 1931: 5 % \|\|\|\|\|\|\|\|\|\|\|\|\|\|\|\|\|\|\|\| 1948: 3,6 % \|\|\|\|\|\|\|\|\|\|\|\|\|\| 1953: 3,4 % \|\|\|\|\|\|\|\|\|\|\|\|\|\| 1961: 3,1 % \|\|\|\|\|\|\|\|\|\|\|\| 1971: 2,7 % \|\|\|\|\|\|\|\|\|\| 1981: 2,3 % \|\|\|\|\|\|\|\| 1991: 1,9 % \|\|\|\|\|\|\|\| 2002: 1,5 % \|\|\|\|\|\| | \|\|\|\|\|\|\|\|\|\|\|\|\|\|\|\|\|\|\|\|\|\|\|\|\|\| 69 668 românofoni \|\|\|\|\|\|\|\|\|\|\|\|\|\|\|\|\|\|\|\|\|\|\|\|\|\|\|\|\|\| 73 492 românofoni \|\|\|\|\|\|\|\|\|\|\|\|\|\|\|\|\|\|\|\|\|\|\|\|\|\|\|\|\|\| 74 718 românofoni \|\|\|\|\|\|\|\|\|\|\|\|\|\|\|\|\|\|\|\|\|\|\|\|\|\|\|\|\|\| 75 223 românofoni \|\|\|\|\|\|\|\|\|\|\|\|\|\|\|\|\|\|\|\|\|\|\|\|\|\| 65 197 românofoni \|\|\|\|\|\|\|\|\|\|\|\|\|\|\|\|\|\|\|\|\|\|\|\|\|\|\|\|\|\| 78 000 românofoni \|\|\|\|\|\|\|\|\|\|\|\|\|\|\|\|\|\|\|\|\|\|\|\| 59 263 români \|\|\|\|\|\|\|\|\|\|\|\|\|\|\|\|\|\|\|\|\|\|\|\| 57 218 români \|\|\|\|\|\|\|\|\|\|\|\|\|\|\|\|\|\|\|\|\|\|\|\| 57 259 români \|\|\|\|\|\|\|\|\|\|\|\|\|\|\|\|\|\|\|\|\|\| 52 987 români \|\|\|\|\|\|\|\|\|\|\|\|\|\|\|\|\|\|\|\| 47 289 români \|\|\|\|\|\|\|\|\|\|\|\|\|\|\|\| 38 832 români \|\|\|\|\|\|\|\|\|\|\|\| 30 419 români |

Note:
1. Datele înregistrate între 1880 și 1910 includ așezările Tompa, Kelebia, Csikéria situate în prezent în Ungaria, care la vremea aceea intrau în administrația orașului Subotica.
2. Surse: 1880, 1890, 1900, 1910, 1941: date culese la recensămintele ungurești (limba maternă), 1921, 1931: date culese la recensămintele iugoslave (limba maternă), 1948, 1953, 1961, 1971, 1981, 1991, 2002: date culese la recensămintele iugoslave (etnie), 1941: combinație între recensământul ungar (în Bácska 1941) și iugoslav (în Banat și Srem 1931).[13][14]

## Educație
Provincia Autonomă Voivodina se îngrijește de asigurarea condițiilor pentru ca instruirea membrilor altor națiuni și naționalității (decât cea sârbă) să se desfășoare și în limbile lor, în conformitate cu legea. (Statutul Provinciei Autonome Voivodina, articolul 13)
În Voivodina există 37 unități de învățământ cu predare în limba română (între care două licee) iar în Valea Timocului doar două.
Un număr de 145 de elevi români din Valea Timocului și Voivodina au participat la interviuri pentru a obține un loc cu bursă la liceele și facultățile din România pentru anul școlar 2005/2006.
În plus există, la nivel superior, o școală pedagogică la Vârșeț și o catedră de limba română la Novi Sad. Programele de învățământ se fac în limba română, de la grădiniță până la liceu; de asemenea există un Institut unde se fac manualele în limba română.
Situația școlilor românești din Voivodina este destul de bună, dar suferă de pe urma lipsei de manuale, material didactic și dotări tehnice. Există patru școli sută la sută românești, la Grebenaț, Nicolinț, Coștei și Sân-Mihai. Pentru copiii români din Iugoslavia se organizează anual excursii și tabere în România.
Conform statisticilor guvenului sârb, în anul școlar 2006/2007, 202 de copii (dintre care 151 de etnie română) erau înscriși la grădinițe cu predare în limba română sau bilingve româno-sârbe în ultimul an, premergător ciclului primar școlar. În anul școlar 2006/2007 1 444 de elevi (dintre care 1 234 de etnie română) erau înscriși în ciclul primar de învățământ în 18 școli exclusiv românești din 9 localități din Voivodina. Aproximativ jumătate dintre aceștia studiază limba română cu elemente ale culturii naționale în 12 școli din 10 localități. Pe lângă acești elevi, există peste 1 000 de elevi în Voivodina care învață exclusiv în limba sârbă. Posibilitatea de a studia în limba maternă există și în școlile secundare, unde 200 de elevi studiază în limba română.
În opinia Consiliului Național Român, „una dintre cele mai mari probleme este populația scăzută și, în consecință, numărul redus de elevi” care sunt înscriși în clase cu predare în limba română. „Mulți părinți (în mod special cei din mariaje mixte) își înscriu copiii în clase cu predare în sârbă, mulți au emigrat, iar dispersarea comunității și-a spus și ea cuvântul”, astfel încât „doar 60% dintre copiii români sunt înscriși în școli primare cu limba de instrucție limba română”. Consiliul Național Român sublinia în același raport al Consiliului Europei că „există un deficit de personal școlar pentru cursurile de istorie, geografie, matematică, chimie, fizică, biologie, engleză”, iar „pentru a soluționa această problemă, consiliul a acordat 23 de burse...” Cele mai mari probleme în învățământul de limbă română, conform consiliului național sunt următoarele: „manualele, cataloagele, carnetele de elev, certificatele, cărțile de raport și competițiile și seminarele pentru profesionalizarea profesorilor”. În ceea ce privește predarea limbii române cu elemente ale culturii naționale Consiliul Național Român a indicat că propunerea „tuturor consiliilor naționale este aceea de a introduce obligativitatea acestui curs, în momentul de față acesta fiind doar un curs opțional”.
În ceea ce privește învățământul secundar, există un liceu cu predare completă în limba română la Vârșeț, Liceul „Borislav Petrov Braca” unde învățau în anul școlar 2006/2007 93 de elevi grupați în patru clase. În același an, participau la cursuri de limbă română cu elemente de cultură națională 27 de elevi voivodineni de la liceele din Vârșeț și Kovăcița. La Alibunar există o școală vocațională cu limba de predare română, Școala de economie și comerț „Dositej Obradović” unde sunt înscriși 107 de elevi. Dinamica elevilor înscriși în clasele cu predare completă în limba română și celor care învață limba română cu elemente ale culturii naționale este pozitivă potrivit raportului întocmit de Consiliul Europei cu privire la situația minorităților din Serbia.
La nivel superior, româna poate fi studiată la Facultatea de Filozofie din Novi Sad, în cadrul Departamentului de studii române, Grupul de studiu pentru limba și literatura română și la Facultatea de Filologie din Belgrad, Departamentul pentru limba și literatura română. 23 de studenți s-au înscris la aceste specializări în anul școlar 2006/2007.

## Cultură
Segmentul cultural este bine reprezentat în Voivodina. La 15 noiembrie 2003 s-a redeschis după aproape 50 de ani Teatrul Profesionist Românesc, care dă reprezentații în principalele localități cu comunități românești, cum ar fi Vârșeț, pe scena Teatrului Național „Sterija”.
Activitatea culturală este bine reprezentată prin casele de editură finanțate de stat, precum Libertatea. Casa de Presă și Editură Libertatea scoate anual aproximativ 20 de titluri. La ediția a 45-a a târgului de carte de la Belgrad, editura a realizat un CD cu nouă titluri de excepție sub sloganul 3000 de pagini pentru mileniul trei. În plus, există și alte edituri, care au primit în timp renume, precum este Editura Fundației. În anul 2006 au fost publicat 52 de titluri în limba română constitutind peste cinci procente din totalul titlurilor publicate în întreaga Serbie în limbi minoritare sau de circulație internațională, altele decât limba sârbă.
Pe 3 martie 1995, din inițiativa unor oameni de cultură din Banatul sârbesc s-a fondat la Begheiți / Torac Societatea Română de Etnografie și Folclor din Voivodina, menită să protejeze dreptul la cultură al minorității române în această regiune. Activitatea sa se bazează pe organizarea mai multor manifestări culturale, simpozioane. Organizația mai deține o editură și revista Tradiția, revistă cu scop informativ asupra fundației. Din 2004, fundația organizează anual o ceremonie de premiere a realizărilor deosebite din anul precedent.
Uniunea de muzică și cultură românească Victoria din Vârșet organizează evenimente culturale pentru minoritatea românească din Voivodina. După aproape trei decenii, maestrul Gheorghe Zamfir a susținut un concert sub auspiciile acestei organizații în orașul Alibunar. Printe oaspeții care au participat la acest eveniment cultural au fost Ion Macovei, ambasadorul României la Belgrad, consulul general al României din Vârșeț, Gabriel Nicola, președintele Consiliului Executiv al provinciei Voivodina Boian Paitici și secretarul pentru informații al provinciei Voivodina Milorad Djuric.

## Mass media

Amalgam multilingv de ziare din Voivoina

Provincia Autonomă Voivodina asigură condiții ca informarea publică a cetățenilor, pe lângă limba sârbocroată și scrierile sale, să se efectueze și în limbile și scrierile maghiară, slovacă, română și ruteană, ca și în limbile și scrierile altor naționalități. (Statutul Provinciei Autonome Voivodina, articolul 15)
Mass media apare în Voivodina în șapte limbi. Guvernul finanțează parțial ziare și săptămânale în limbile minorităților naționale, între care și săptămânalul Libertatea (Panciova). Statistica Consiliului Europei arată că în română apar 6 ziare și 5 reviste, printre care și publicațiile Tinerețea (care ține de Libertatea) și Cuvântul Românesc (Vârșeț). La nivel audiovizual, mass media românească este prezentă prin emisiuni românești la Radio Novi Sad, și TV Novi Sad 2. În prezent se difuzează 6 ore de program radio și între o oră și o oră jumătate de program tv în română zilnic. Programele BBC în română sunt retransmise în comuna Alibunar de Radio FAR pe FM. La nivelul anului 2005 s-au difuzat pe teritoriul provinciei autonome 2 300 de ore de programe radio și 218 de ore de programe de televiziune în limba română. În plus, în Voivodina poate fi recepționat canalul 1 (În direct, România) al Radio România Internațional, care transmite 24 de ore, și postul TVR1. În plus, alte canale românești sunt disponibile prin serviciul DTH oferit de filiala sârbă a companiei românești de telecomunicații RCS & RDS.
Revista Biruința apare în Parohia Ortodoxa Română de la Toracu Mare. În anul 2006 a fost înființat postul de radio Victoria, care emite 24 ore în limba română pe frecvența 107,9 MHz FM program infomativ, muzical, cultural, fiind unicul radio minoritar în limba română cu program de 24 ore pe zi. Postul de radio poate fi ascultat și în direct pe Internet www.rtvvictoria.info.
In anul 2008, asociația românească "Victoria", ce înființase deja postul de radio cu același nume, a obținut și licența pentru un post de televiziune dedicat minorității românești din Serbia. În luna martie anul 2009 a început transmisia programului românesc.
Această televiziune emite și programe în limba sârbă conform legislației agenției de radiodifuziune din Serbia, care prevede că posturile de televiziune dedicate unei minorități naționale din Serbia sunt obligate să transmită programul informativ și în limba poporului majoritar.
Aceste mijloace electronice de informare, Radio și Televiziunea "Victoria", sunt înființate de Asociația Românească "Victoria". Asociația a fost creată în anul 2006 de către tinerii intelectuali din Banatul sârbesc la inițiativa tânarului Ioan Tudoran care este și fondatorul acestor posturi de radio televiziune.

## Religie
În Voivodina funcționează 40 de parohii românești istorice în care activează 42 de preoți, aflate sub jurisdicția Episcopiei Daciei Felix cu sediul la Vârșeț. Drept reacție la faptul că Serbia și Patriarhia Ortodoxă Sârbă nu au recunoscut inițial episcopia română cu sediul la Vârșeț, primul ei administrator, episcopul Daniil Stoenescu, a revenit în România.
Începând cu anul 2006, religia în limba română a fost introdusă în școlile de stat din Voivodina, cu cinci ani mai târziu decât în cazul tuturor celorlalte confesiuni tradiționale din Serbia. Potrivit lui Moise Ianeș, părintele vicar al Vicariatului Ortodox Român vinovată pentru această întârziere a fost Biserica Ortodoxă Română, care a respins din anul 2001 (anul introducerii religiei în școli) să intre în învățământul Serbiei (de altfel, patriarhia Bisericii Ortodoxe Române s-a remarcat în ultimii ani prin neglijarea comunităților românești din Serbia, această atitudine fiind prezentă și astăzi la sud de Dunăre). Sunt publicate totodată două manuale noi pentru elevii care învață religia în limba română, menite claselor I și a II-a elementare, care au fost aprobate de Comisia Guvernului Republicii Serbia pentru Educația Religioasă în Școlile Elementare și Medii.
Episcopia Ortodoxă Română Dacia Felix din Serbia este structurată în 2004 șase protopopiate:
- Protopopiatul Panciova, protopop Gheorghe Ianeș
- Protopopiatul Torac, protopop Petru Drăghicescu
- Protopopiatul Vârșeț, protopop Moise Ianeș
- Protopopiatul Cuvin, protopop Traian Abraham
- Protopopiatul Alibunar, protopop Ionel Mălaimare
- Protopopiatul Biserica Albă, protopop Drăgan Chilom

Din 2002 apare revista Dealul Vârșețului, un periodic al Bisericii Ortodoxe Române din Vârșeț.
Numărul preoților din eparhia de Vârșeț este insuficient, fapt pentru care Biserica Ortodoxă Română asigură preoți misionari pentru ocuparea locurilor vacante.

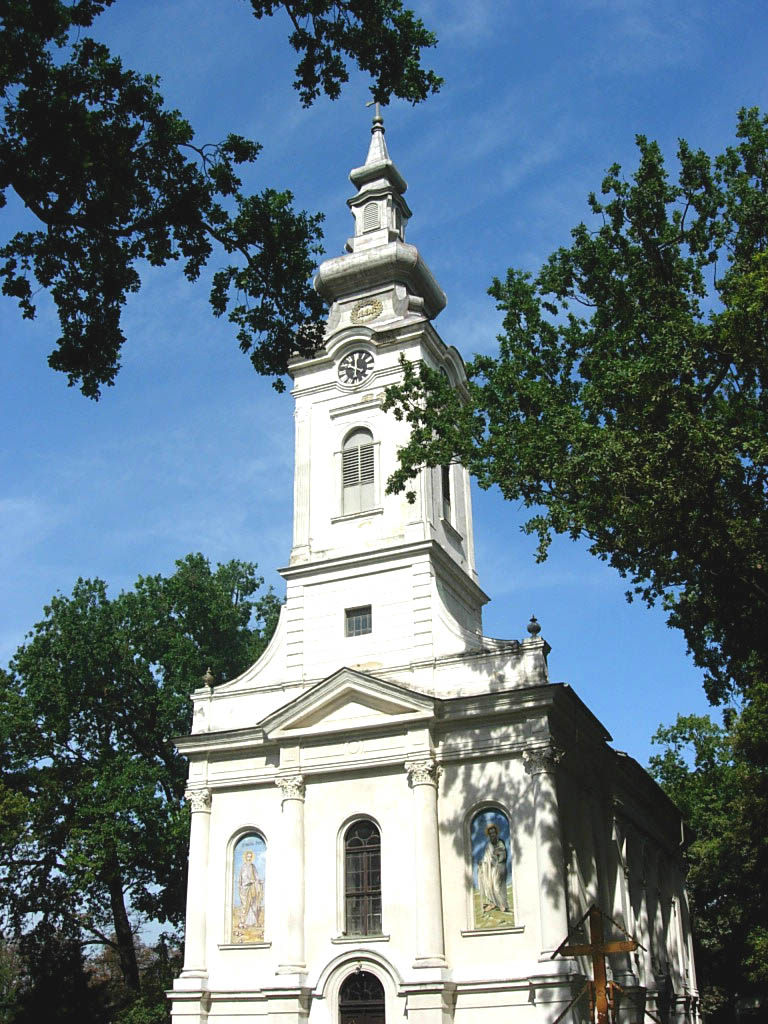
Alibunar
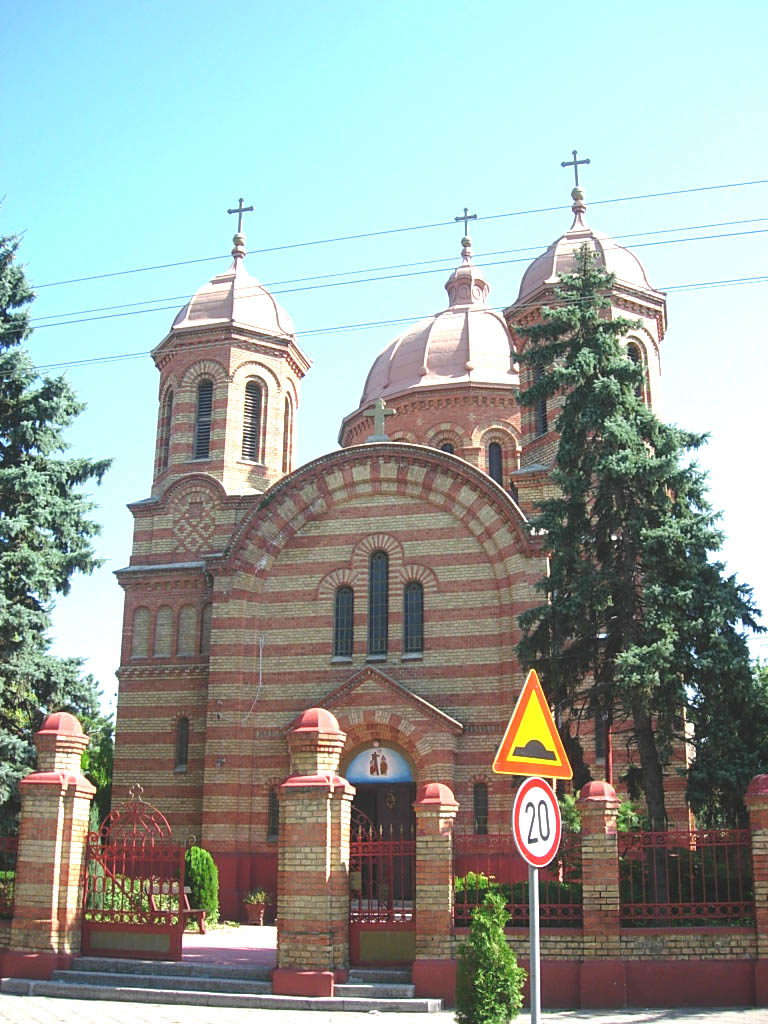
Deliblata
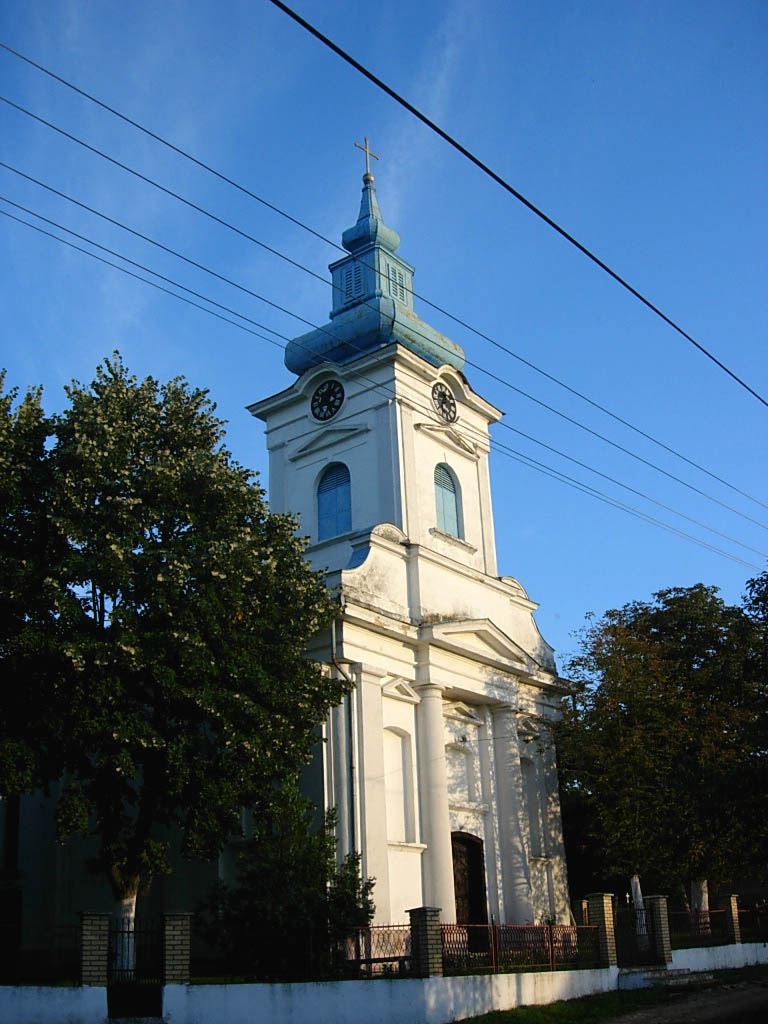
Marcovăţ

## Uzul oficial al limbii române

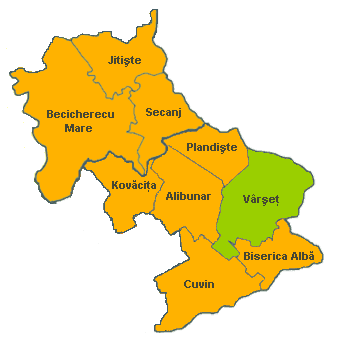
Limba română în Voivodina
portocaliu: româna este oficială la nivelul întregii comune;
verde: româna este oficială în câteva comunităţi locale

În Constituția Republicii Serbia (Monitorul oficial al Republicii Serbia, nr.1/90) la articolul 8 este prevăzut că în Republica Serbia în uz oficial este limba sârbă și alfabetul chirilic, iar grafia latină în modul prevăzut de lege. Pe lângă aceasta, dispoziția articolului 8/2 precizează că pe teritoriul Republicii Serbia unde trăiesc minorități naționale, în uz oficial concomitent cu limba sârbă sunt și limbile și grafiile acestora, în modul stabilit de lege.
În Statutul Provinciei Autonome Voivodina (Buletinul oficial al PAV, nr. 17/91) la articolul 6 este prevăzut că în activitatea organelor Provinciei Autonome Voivodina, în uz oficial, concomitent cu limba sârbă și alfabetul chirilic, iar alfabetul latin în modul prevăzut de lege, sunt și limbile maghiară, slovacă, română și ruteană și grafiile acestora, dar și limbile și grafiile altor popoare, în modul stabilit de lege. Organele Provinciei Autonome Voivodina sunt: Adunarea, Consiliul Executiv și organele provinciale ale administrației.
Româna este oficială pe teritoriul PAV în comunele Alibunar, Biserica Albă, Zitiște, Becicherecul Mare, Kovăcița, Cuvin, Plandiște și Secanj. În comuna Vârșeț româna este oficială doar în localitățile Voivodinț, Marcovăț, Straja, Jamu Mic, Srediștea Mică, Mesici, Jablanka, Sălcița, Râtișor, Oreșaț și Coștei.
Secretariatului Provincial pentru Reglementări, Administrație și Minoritățile Naționale se ocupă, prin serviciile și departamentele sale, de colectarea și analizarea datelor privind exercitarea drepturilor minorităților naționale în domeniul culturii, învățământului, informării, uzului oficial al limbii și alfabetelor și aplicarea reglementărilor care stipulează acestea.

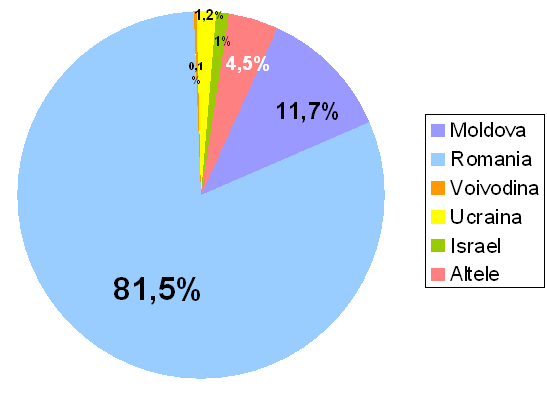
Doar 0,1% din totalul românofonilor sunt voivodineni

Consiliul Național al Minorității Naționale Române are un departament care se ocupă de analizarea și promovarea uzului oficial al limbii române.
Buletinul oficial al Provinciei Autonome Voivodina se publică, pe lângă limba sârbă, în limbile maghiară, slovacă, română și ruteană, și grafiile acestora.

### Adunarea Provinciei
Adunarea Provinciei Autonome Voivodina este organismul reprezentativ al cetățenilor, care adoptă reglementări pentru executarea legilor și alte reglementări și acte generale ale Republicii Serbia, a căror executare este încredințată Adunării precum și hotărâri și alte acte generale din sfera sa de atribuții.
În activitatea Adunării, concomitent cu limba sârbă (grafia chirilică și latină), în uz oficial sunt și limbile: maghiară, slovacă, română, ruteană și croată. Statutul PA Voivodina prevede că deputații au dreptul să folosească în Adunare oricare din limbile și scrierile oficiale în provincie (Statutul Provinciei Autonome Voivodina, articolul 26). Statutul, hotărârea și actul general al Adunării, precum și actele Consiliului Executiv și ale organelor administrației sunt publicate concomitent în limba sârbocroată și în limbile maghiară, slovacă, română și ruteană (Statutul Provinciei Autonome Voivodina, articolul 46, alineatul 3).
Serviciul pentru traduceri al Secretariatului Provincial pentru Reglementări, Administrație și Minoritățile Naționale se ocupă printre altele cu traducerea în limbile oficiale a hotărârilor și actelor adoptate de Adunarea PAV, a buletinelor și publicațiilor Adunării și Consiliului Executiv, precum și a actelor de interes provincial emise de autoritățile Republicii Serbia. Totodată, Servicul pentru Traduceri efectuează interpretarea (traducerea) simultană a lucrărilor ședințelor Adunării PAV.

### Sistemul judiciar
Secretariatul Provincial pentru Reglementări, Administrație și Minoritățile Naționale numește în bază de concurs interpreți judiciari permanenți pentru tribunalele districtuale din Provincia Autonomă Voivodina (din Novi Sad, Zrenianin, Subotica, Panciova, Sremska Mitrovica și Sombor). Limba română este în uz oficial în tribunalele districtuale din Zrenianin și Panciova. 
La nivel municipal, româna este în uz oficial în curțile de justiție din Alibunar, Biserica Albă, Vârșeț, Zrenianin, Cuvin și Kovăcița.

### Extrase bilingve
Statistica arată că în anul 2005 doar 29 de extrase din registre și 7 certificate au fost eliberate în variantă bilingvă, sârbo-română. Cu toate acestea, datele pentru 2006, deși disponibile doar pentru 32 de municipalități din Voivodina, arată o creștere a eliberării de extrase plurilingve: în Vârșeț s-au eliberat 112, în Kovăcița 28, iar în Zrenianin 2.

### Campania pentru uzul public al limbii române ca limbă oficială
Organizația neguvernamentală Parlamentul orășenesc orașul „liber” Vârșeț a inițiat un proiect în sprijinul uzului public al limbii române ca limbă oficială. Campania este susținută în cadrul programului „Drepturile minorităților în practică în Europa de sud-est” pe care-l desfășoară împreună Fundația Regele Baudouin, Fondul Pentru o Societatea Deschisă Belgrad, Fundația Charles Stuart Mott și Inițiativele cetățenești.